# Roberto Cereceda
Roberto Andrés Cereceda Guajardo, né le 10 octobre 1984 à Santiago, est un footballeur international chilien, qui joue au poste de latéral gauche avec le San Antonio Unido.

## Biographie

### En club
Roberto Cereceda joue 31 matchs en Copa Libertadores (deux buts), 25 matchs en Copa Sudamericana (un but), et un match en Recopa Sudamericana.
Il joue également 31 matchs en première division brésilienne, sans inscrire de but.

### En équipe nationale
Il reçoit 32 sélections en équipe du Chili entre 2006 et 2010, inscrivant un but.
Il joue son premier match en équipe nationale le 25 avril 2006, en amical contre la Nouvelle-Zélande (victoire 4-1).
Il dispute dix matchs rentrant dans le cadre des éliminatoires du mondial 2010, avec pour résultats cinq victoires, deux nuls et trois défaites.
Il inscrit son unique but avec le Chili le 9 octobre 2010, lors d'un match amical contre les Émirats arabes unis (victoire 0-2).
Il reçoit sa dernière sélection trois jours plus tard, le 12 octobre 2010, en amical contre Oman (victoire 0-1).

## Palmarès
- Vainqueur du Tournoi de Clôture du championnat du Chili en 2007, 2008 et 2009 avec Colo Colo
- Vainqueur du Tournoi d'Ouverture du championnat du Chili en 2012 avec l'Universidad de Chile
- Vainqueur de la Coupe du Chili en 2011 avec l'Universidad Católica et en 2013 avec l'Universidad de Chile
- Champion de l'État de Santa Catarina en 2015 avec Figueirense